# Mangora mathani
Mangora mathani là một loài nhện trong họ Araneidae.
Loài này thuộc chi Mangora. Mangora mathani được Eugène Simon miêu tả năm 1895.